# Stephan Klossner
Stephan Klossner (* 30. Mai 1981) ist ein Schweizer Fussballschiedsrichter und Kantonsschullehrer in Willisau. Er studierte und promovierte in Biologie an der Universität Bern.
Seit 2008 leitet er regelmässig Spiele in der Swiss Football League. 2008 leitete er die ersten Spiele der Challenge League und am 15. August 2010 debütierte Klossner in der Super League mit der Leitung des Spiels FC St. Gallen gegen den Grasshopper Club Zürich (1:2). Seit 2012 ist Klossner zudem als FIFA-Schiedsrichter im Einsatz. Stephan Klossner leitete zudem das erste inoffizielle Länderspiel der Kosovarischen Fussballauswahl gegen ein FIFA-Mitglied am 5. März 2014. Er leitete am 25. Mai 2017 den 92. Schweizer Cupfinal im Stade de Genève zwischen dem FC Basel und dem FC Sion. Seit Sommer 2023 ist er als Schiedsrichter-Experte bei blue Sport tätig.